# 가나가와현 토막 살인 사건

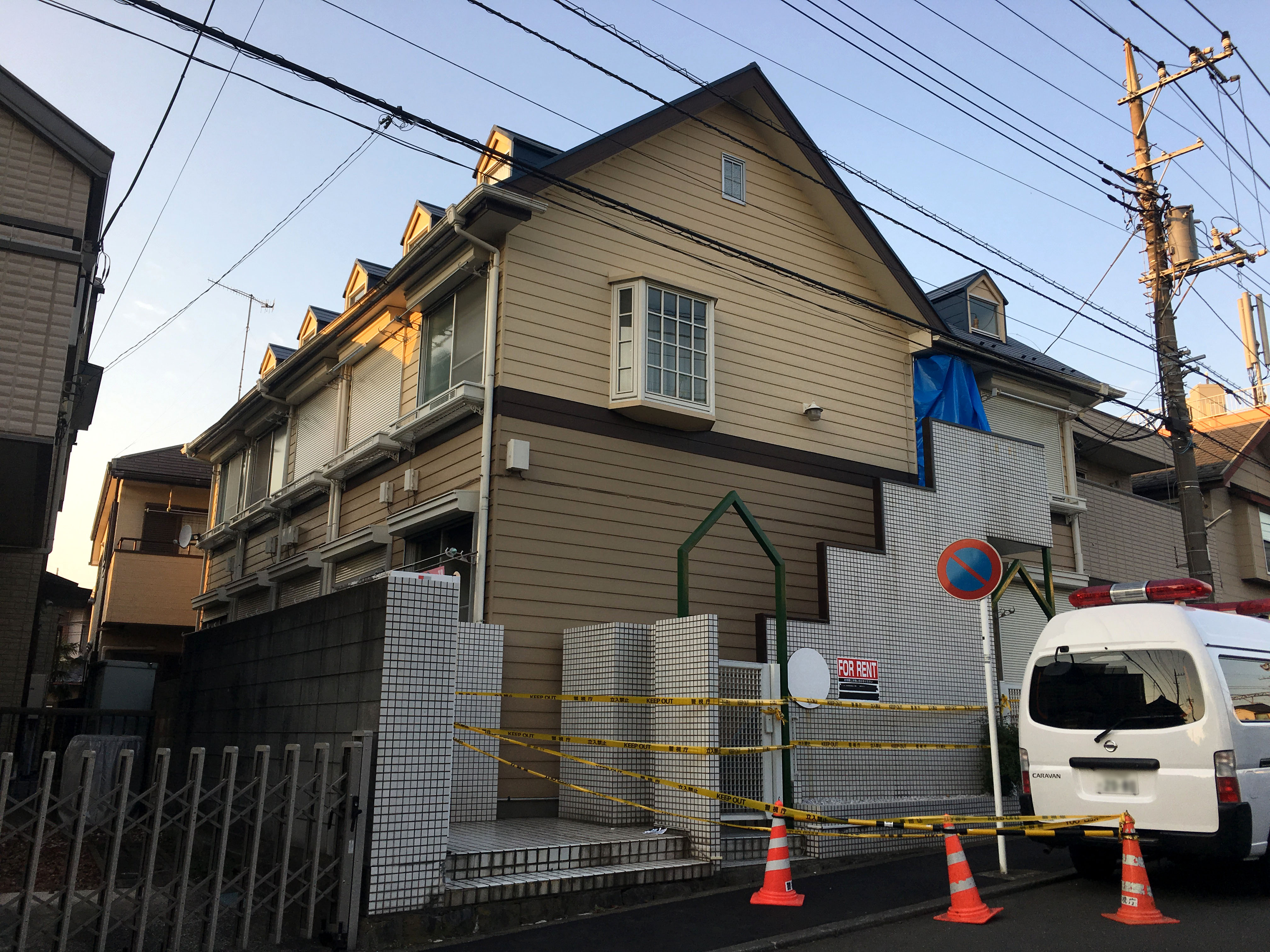
살인 사건이 발생된 현장

가나가와현 토막 살인 사건은 2017년 10월 30일, 일본의 가나가와현 자마시의 어느 아파트에서 훼손된 시신 9구가 발견된 사건이다. 일본 언론 당국에서는 최초로 본 사건을 자마 9유체 사건(座間9遺体事件)이라고 불렀지만, 나중에는 자마 9인 살해 사건(座間9人殺害事件)이라고 하였다.

## 개요
| 자마 9인 살해 사건   | 자마 9인 살해 사건                                                            |
| -------------------- | ----------------------------------------------------------------------------- |
| 발생 기간 (현지시간) | 2017년 8월~10월                                                               |
| 발생 장소            | 일본 가나가와현 자마시                                                        |
| 발생 장소            | 북위 35° 29′ 40.36″ 동경 139° 24′ 14.46″ / 북위 35.4945444° 동경 139.4040167° |
| 발생 장소            | 사건 현장                                                                     |
| 사고 유형            | 연속 살인                                                                     |
| 범인                 | 시라이시 타카히로 (白石 隆浩)                                                 |
| 사망자               | 9명                                                                           |
| 범인에 대한 처벌     | 사형                                                                          |

## 같이 보기
- 고유정
- 수원 토막 살인 사건
- 화성 연쇄 살인 사건